# Kedok Ketawa
Kedok Ketawa (em indonésio; The Laughing Mask; Het Lachende Masker, em holandês) é um filme das Índias Orientais Holandesas (atual Indonésia) do gênero ação de 1940 dirigido por Jo An Djan, tratando-se da primeira produção da Union Films. É estrelado por Basoeki Resobowo, Fatimah e Oedjang. O enredo gira em torno de um jovem casal que luta contra criminosos com a ajuda de um homem mascarado.
Descrito como um "um coquetel indonésio de ações violentas [...] e um doce romance", Kedok Ketawa recebeu críticas positivas, particularmente por sua cinematografia. Após o sucesso do filme, a União produziu mais seis obras antes de ser fechada no início de 1942 durante a ocupação japonesa. Apresentado, ao menos, até agosto de 1944, atualmente é considerado um filme perdido.

## Enredo
Em Cibodas, Banten, uma jovem chamada Minarsih (Fatimah) é resgatada de quatro bandidos pelo pintor Basuki (Basoeki Resobowo). Eles se apaixonam e começam a planejar sua vida juntos. No entanto, um homem rico interessado em esposar Minarsih envia uma gangue para sequestrá-la. Basuki é incapaz de reagir, mas de repente um mascarado conhecido apenas como "The Laughing Mask" (Oedjang) se junta a ele, mostrando suas habilidades de luta quase sobrenatural. Depois de duas batalhas com a gangue, Basuki e Laughing Mask saem vitoriosos. Basuki e Minarsih podem viver juntos em paz.

## Produção

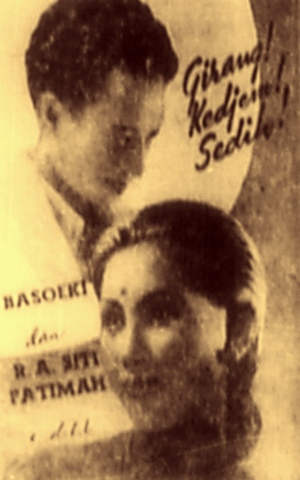
Basoeki Resobowo de Fatimah, os protagonistas do filme.

Kedok Ketawa foi o primeiro filme produzido pela Union Films, uma das quatro novas companhias de produção criadas após o sucesso de Albert Balink Terang Boelan, filme que reavivou a indústria cinematográfica das Índias Orientais Holandesas, que estava passando por dificuldades. A Union estava sediada em Prinsenlaan, Batavia (atual Mangga Besar, Jacarta) e a produção foi financiada pelo empresário chinês Ang Hock Liem, embora Tjoa Ma Tjoen fosse responsável pelas operações diárias. As filmagens aconteceram em Cibodas, e contou com lutas, comédias e cantos.
Na direção ficou responsável Jo An Djan, e no estrelato Oedjang, Fatimah e Basoeki Resobowo. Outros membros do elenco incluem S. Poniman e Eddy Kock. Oedjang já tinha atuado como ator de palco antes de aparecer no filme, enquanto Fatimah e Basoeki eram nobres com uma educação formal. O historiador indonésio de filmes Misbach Yusa Biran descreve que este é o motivo do porquê o filme alcançou às camadas [sociais] mais abastadas, uma demonstração do objetivo declarado pela União de "melhorar a qualidade da arte indonésia".
Depois do sucesso de Terang Boelan (1937), baseado em A Princesa da Selva, a indústria cinematográfica nacional começou a espelhar suas produções em trabalhos de Hollywood, com a expectativa de garantir sucesso financeiro. Os alunos de cinema Ekky Imanjaya e Said Salim, ambos indonésios, disseram que Kedok Ketawa foi influenciado pelo romance Drácula, de Bram Stoker (1897), através de suas adaptações de Hollywoodianas. Porém não há comparações para representar essa influência [no filme].
Kedok Ketawa não foi o primeiro filme contemporâneo a usar a temática de um herói mascarado. A produtora Tan's Film havia lançado Gagak Item (1939) (conhecido também como The Black Crow), com Rd Mochtar no papel do mascarado Black Crow, e posteriormente a Java Industrial Films lançou Srigala Item (1941). Como era comum nas produções contemporâneas, a trilha sonora de Kedok Ketawa — criada por Poniman — consistia em canções kroncong.

## Lançamento e recepção
Kedok Ketawa foi lançado em Batavia em julho de 1940, mas teve uma exibição teste para a imprensa. Em setembro, estava sendo mostrado em Surabaia. Em alguns anúncios de jornais, como no Pemandangan, foi referido como Pendekar dari Preanger (O Guerreiro de Preanger), enquanto em outros foi anunciado com o título holandês Het Lachende Masker. Na propaganda continha a seguinte frase "um coquetel indonésio de ações violentas ... e um doce romance", sendo classificado para todas as idades.
O crítico de cinema e roteirista Saeroen, escrevendo para o Pemandangan, elogiou vários aspectos da produção, especialmente sua cinematografia e a beleza de seu cenário; comparando-o com filmes de Hollywood. O jornal Bataviaasch Nieuwsblad observou que o filme tinha uma mistura de emoções nativas e europeias, e também elogiou sua cinematografia. De acordo com sua avaliação, o filme superou as expectativas, mas era evidente que esta era uma produção inicial. O periódico Soerabaijasch Handelsblad considerou-o entre as melhores produções nacionais, enfatizando a qualidade de sua cinematografia e atuação.

## Legado
Logo após o sucesso do filme, Saeroen se juntou à Union Films e escreveu quatro roteiros de filmes para a empresa, sendo os responsáveis pela direção os recém contratados R Hu e Rd Ariffien, pois Jo An Djan havia deixado-a para trabalhar no estúdio Populair's Film. A Union produziu cerca de sete filmes entre 1940 e 1941 antes de ser fechada após a invasão japonesa no início de 1942. Do elenco principal do filme, apenas Fatimah e Oedjang seguiram a carreira de ator, ambos aparecendo em várias outras produções da União. No entanto, na década de 1950, Resobowo continuou sua carreira no cinema, atuando como diretor de arte de filmes como Darah Dan Doa (1950).
Kedok Ketawa foi exibido até agosto de 1944, sendo atualmente considerado um filme perdido. Como em outros lugares do mundo, filmes nas Índias foram filmados em filme de nitrato de celulose, e depois de um incêndio destruir grande parte do armazém da produtora Produksi Film Negara em 1952, os filmes antigos gravados em nitrato foram, na sua maioria, destruídos. Enquanto o antropólogo visual norte-americano Karl G. Heider sugere que todos os filmes indonésios de antes de 1950 estão perdidos, JB Kristanto, do Katalog Film Indonesia, afirma que vários conseguiram ser salvos, estando guardados nos arquivos da Sinematek Indonésia, e o escritor Misbach Yusa Biran declarou que alguns filmes de propaganda japoneses estão salvos no Serviço de Informação do Governo da Holanda.